# Henry Eeles
Henry Eeles CB CBE (* 12. Mai 1910; † Juli 1992) war ein britischer Luftwaffenoffizier der Royal Air Force, der zuletzt im Range eines Air Commodore zwischen 1956 und 1959 Leiter der Abteilung für Verwaltungsplanung im Luftwaffenstab war.

## Leben

### Pilotenausbildung und Zweiter Weltkrieg
Eeles begann seine fliegerische Ausbildung 1929 als Flight Cadet in der B-Squadron des Royal Air Force College Cranwell. 
Während seiner Ausbildung gehörte er zu den Mannschaften des RAF College im Fechten und Sportschießen. Nach Abschluss der Ausbildung wurde er am 20. Dezember 1930 zum Leutnant (Pilot Officer) befördert und als Berufssoldat (Permanent Commission) in die RAF aufgenommen. Zugleich fand er Verwendung als Pilot bei der No. 41 (R) Squadron auf dem Militärflugplatz RAF Coningsby und wurde dort am 20. Juni 1932 zum Oberleutnant (Flying Officer) befördert. Im Anschluss folgte vom 1. Oktober 1932 bis zum 11. Februar 1934 eine Verwendung als Persönlicher Adjutant des Kommandeurs der Luftstreitkräfte im Mittleren Osten (RAF Middle East), ehe er nach einem Besuch der Schule für Luftfahrtrüstung (Air Armament School) am 19. Januar 1935 Rüstungsoffizier an der No. 5 Flying Training School RAF wurde.
In dieser Funktion wurde Eeles am 1. April 1936 zum Hauptmann (Flight Lieutenant) befördert und fungierte anschließend zwischen dem 1. September 1937 und Juni 1940 als Persönlicher Adjutant von Air Chief Marshal Cyril Newall, dem Chef des Luftwaffenstabes (Chief of the Air Staff). Dort erfolgte am 1. Dezember 1938 seine Beförderung zum Major (Squadron Leader). Im Juni 1940 übernahm er seinen ersten Kommandeursposten, und zwar als Kommandeur (Commanding Officer) der mit Jagdflugzeugen vom Typ Hawker Hurricane und Westland Whirlwind ausgestatteten No. 263 Squadron RAF. Während dieser Zeit wurde er wegen seiner militärischen Verdienste am 1. Januar 1943 im Kriegsbericht erwähnt (Mentioned in dispatches). Anschließend wechselte er am 20. April 1943 als Leiter des Organisationsreferats in das Hauptquartier des Angriffskommandos (RAF Fighter Command) sowie am 15. November als Leiter des Organisationsreferats zum Hauptquartier der Luftraumverteidigung ADGB (Air Defence of Great Britain), die zum RAF Fighter Command gehörte. Anschließend wurde er am 15. Januar 1944 Leiter der Organisationsgruppe der zur Militärflughafenbaueinheit (Airfield Construction Branch RAF) gehörenden No. 85 Group RAF sowie am 8. Juni 1944 zum Commander des Order of the British Empire (CBE) ernannt. Gegen Ende des Zweiten Weltkrieges wurde er am 1. Februar 1945 stellvertretender Stabsabteilungsleiter SASO (Senior Air Staff Officer) im Hauptquartier des RAF Fighter Command.

### Nachkriegszeit und Aufstieg zum Air Commodore
Nach Kriegsende wurde Eeles am 1. Oktober 1946 zum Oberstleutnant (Wing Commander) befördert und im April 1947 mit der norwegischen König-Haakon-VII-Freiheitsmedaille (Konge Haakon VII’s Frihetsmedalje) ausgezeichnet.  Er übernahm am 1. November 1947 eine Tätigkeit im Führungsstab an der Schule Land- und Luftkriegsführung (School of Land/Air Warfare) in Old Sarum, an der er bis April 1951 tätig war. Dort erfolgte am 1. Januar 1949 auch seine Beförderung zum Oberst (Group Captain). Im April 1951 übernahm er die Funktion als Assistent des stellvertretenden Oberkommandierenden für die Luftwaffe.
Am 25. August 1952 wurde Eeles als Nachfolger von Air Vice Marshal Laurence Sinclair Kommandant (Air Officer Commanding) des Royal Air Force College Cranwell, der Offiziersschule der britischen Luftstreitkräfte, und bekleidete diese Funktion bis zu seiner Ablösung durch Air Commodore Thomas Parselle am 16. April 1956. Er wurde während dieser Zeit am 1. Januar 1955 zum Air Commodore befördert und übernahm zuletzt am 8. Juni 1956 die Funktion als Leiter der Abteilung für Verwaltungsplanung im Luftwaffenstab. Am 21. Mai 1956 wurde er zum Companion des Order of the Bath (CB) ernannt. Die Aufgabe als Leiter der Abteilung für Verwaltungsplanung führte er bis zu seinem Ausscheiden aus dem aktiven militärischen Dienst am 29. Januar 1959 aus.